# Entremés (gastronomía)

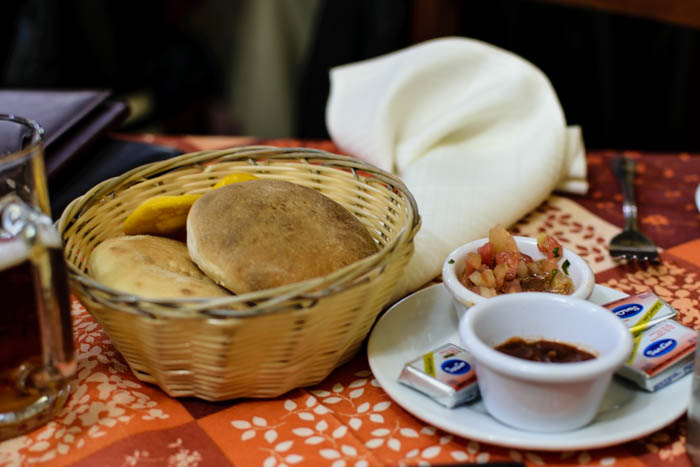
Entremés en Chile, con pan amasado y pebre.

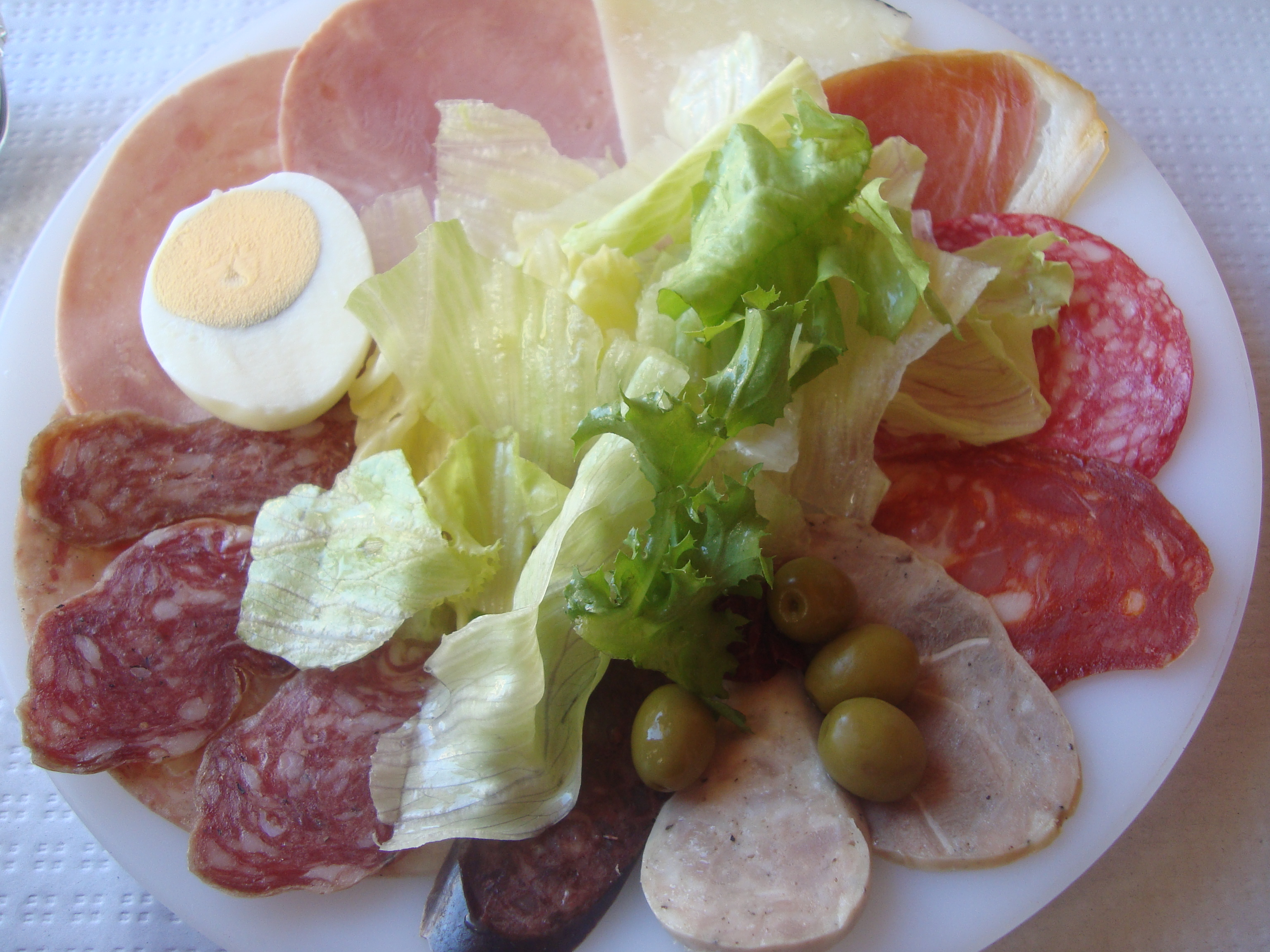
Plato de entremés de embutidos (España)

Un entremés es una pequeña porción de alimento que se sirve durante las comidas o cenas para picar de ellas mientras se sirven los platos; en la actualidad se suelen tomar antes de la comida, siendo así un aperitivo en cierto modo.
La costumbre de servirlos entre plato y plato aún se encuentra en los restaurantes de alta categoría, donde su función es, además de entretener la espera, eliminar del paladar el gusto del plato acabado, y prepararlo para el siguiente plato. En este sentido también se les conoce por el nombre francés de amuse o amuse-bouche (respectivamente ‘entretenimiento’ y ‘entretenimiento para la boca’).